# لوزه لوله‌ای
لوزهٔ لوله‌ای که با عنوان لوزهٔ گرلاخ (Gerlach tonsil) نیز شناخته می‌شود، یکی از چهار گروه اصلی لوزه است که حلقهٔ لوزه‌ای والدیر را تشکیل می‌دهند. بدن انسان دارای یک جفت لوزهٔ لوله‌ای است.

## ساختار
هر لوزهٔ لوله‌ای در پشت دهانهٔ شیپور استاش در دیوارهٔ جانبی نازوفارنکس قرار دارد. این لوزه یکی از چهار گروه اصلی لوزه است که حلقهٔ لوزه‌ای والدیر را تشکیل می‌دهند. این حلقه همچنین شامل لوزه‌های کامی ، زبانی و آدنوئید است.

## اهمیت بالینی
لوزهٔ لوله‌ای ممکن است تحت تأثیر التهاب لوزه قرار گیرد.

## نام‌های دیگر
لوزهٔ لوله‌ای ممکن است با عنوان لوزهٔ گرلاخ نیز شناخته شود. این لوزه بسیار نزدیک به torus tubarius است، به همین دلیل است که گاهی به این لوزه، لوزهٔ torus tubarius نیز می‌گویند.